# 나사말

## 생태
나사말은 천천히 흐르는 깨끗한 개울에 산다. 온몸이 물 속에 잠겨 있다. 땅속줄기가 옆으로 길게 뻗고, 마디에서 수염뿌리가 난다. 잎은 땅속줄기의 마디에서 모여 나는데, 얇고 길며 부드럽다. 잎은 약간 말려 있다. 7 ~ 9월에 꽃을 피운다.

## 쓰임새
나사말은 어항 안에 넣어 기르거나 혈액 순환을 돕는 약으로 쓰인다.